# Fajã de Cima
Fajã de Cima é uma freguesia portuguesa do município de Ponta Delgada,  com 11,89 km² de área e 3293 habitantes (censo de 2021). A sua densidade populacional é 277 hab./km².
A sua atividade económica principal é a agricultura.

## Demografia
A população registada nos censos foi:
| Distribuição da População por Grupos Etários | Distribuição da População por Grupos Etários | Distribuição da População por Grupos Etários | Distribuição da População por Grupos Etários | Distribuição da População por Grupos Etários |
| -------------------------------------------- | -------------------------------------------- | -------------------------------------------- | -------------------------------------------- | -------------------------------------------- |
| Ano                                          | 0-14 Anos                                    | 15-24 Anos                                   | 25-64 Anos                                   | > 65 Anos                                    |
| 2001                                         | 896                                          | 689                                          | 1772                                         | 278                                          |
| 2011                                         | 639                                          | 531                                          | 1904                                         | 364                                          |
| 2021                                         | 478                                          | 429                                          | 1896                                         | 490                                          |

## Património
- Moinho de Vento da Tia Faleira - é de influência inglesa, desconhecendo-se a data de construção. Após obras de recuperação foi inaugurado a 1 de dezembro de 2001.

## Localidades adjacentes
- São Pedro, este
- Fajã de Baixo, sueste
- Ponta Delgada (centro), sul
- Arrifes, oeste
- São Vicente Ferreira, noroeste
- Fenais da Luz, norte